# Városháza (Mohács)
A mohácsi városháza a Széchenyi tér keleti oldalán álló impozáns épület. Árkay Aladár tervezte. Az építkezés 1924-től 1926-ig tartott. Az építmény magyaros stílusban épült. Keleties elemekkel is rendelkezik, mint a sarok- és toronykupolás homlokzat. A lépcsőházban Pleidell János festményei láthatók. A festett üvegablakokat Kocsis Imre készítette 1984-ben. Az emeleten a felvezető lépcsőkkel szemben a díszterem található. A díszterem kiképzése, stukkós famennyezete keleties hangulatú. A teremben található Bán István gobelinje, amely a busók dunai átkelését ábrázolja. A mű számos hazai és a Brüsszeli Világkiállításon is díjat nyert. A városháza épületében foglalt helyet a belvárosi postahivatal is. Ettől délre található az önkormányzat B épülete, amelyet Möller Károly tervezett és 1928-ban adták át.